# 蘭嶼郷

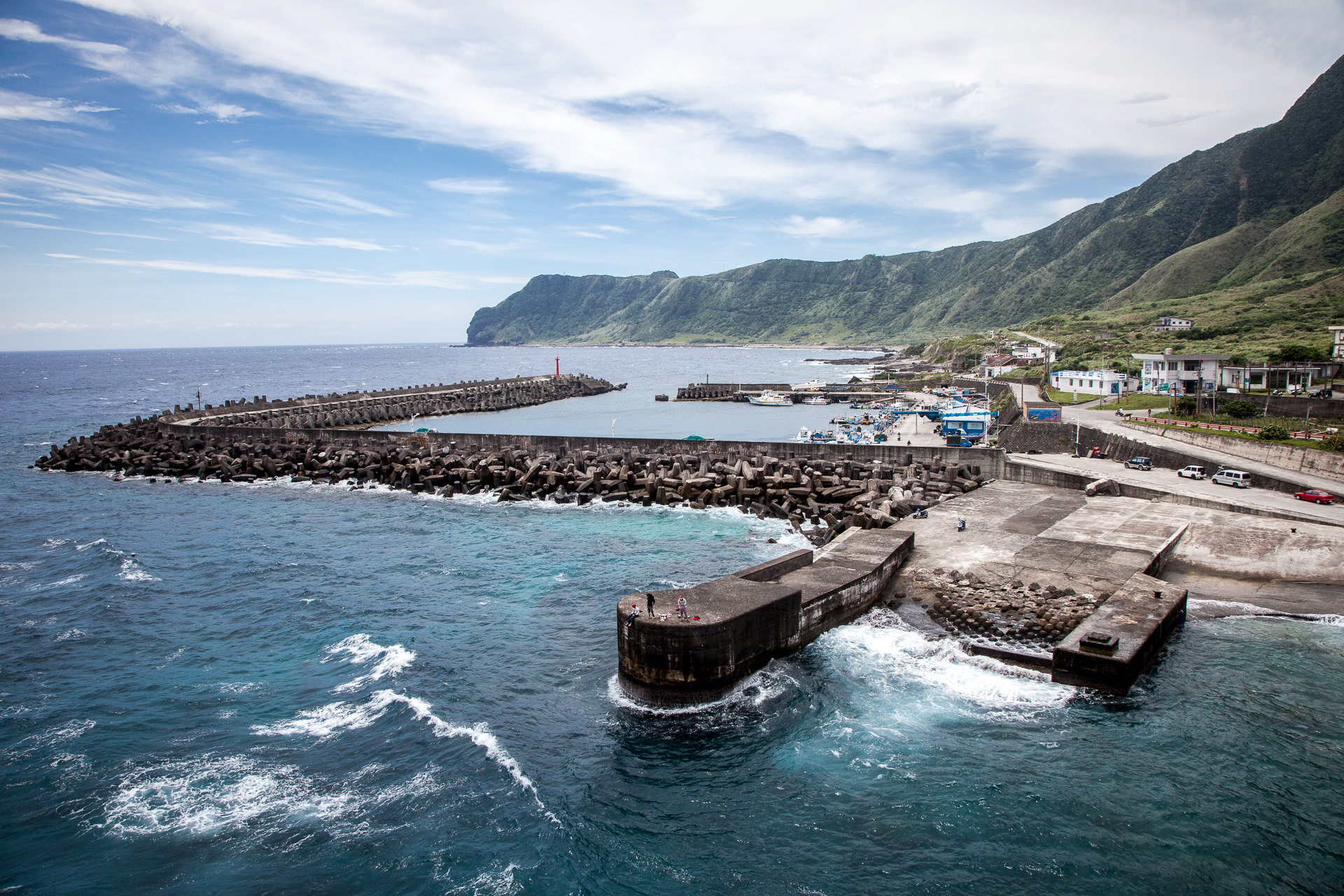
開元漁港

蘭嶼郷（ランユー/らんしょ-きょう）は台湾台東県の郷。

## 地理

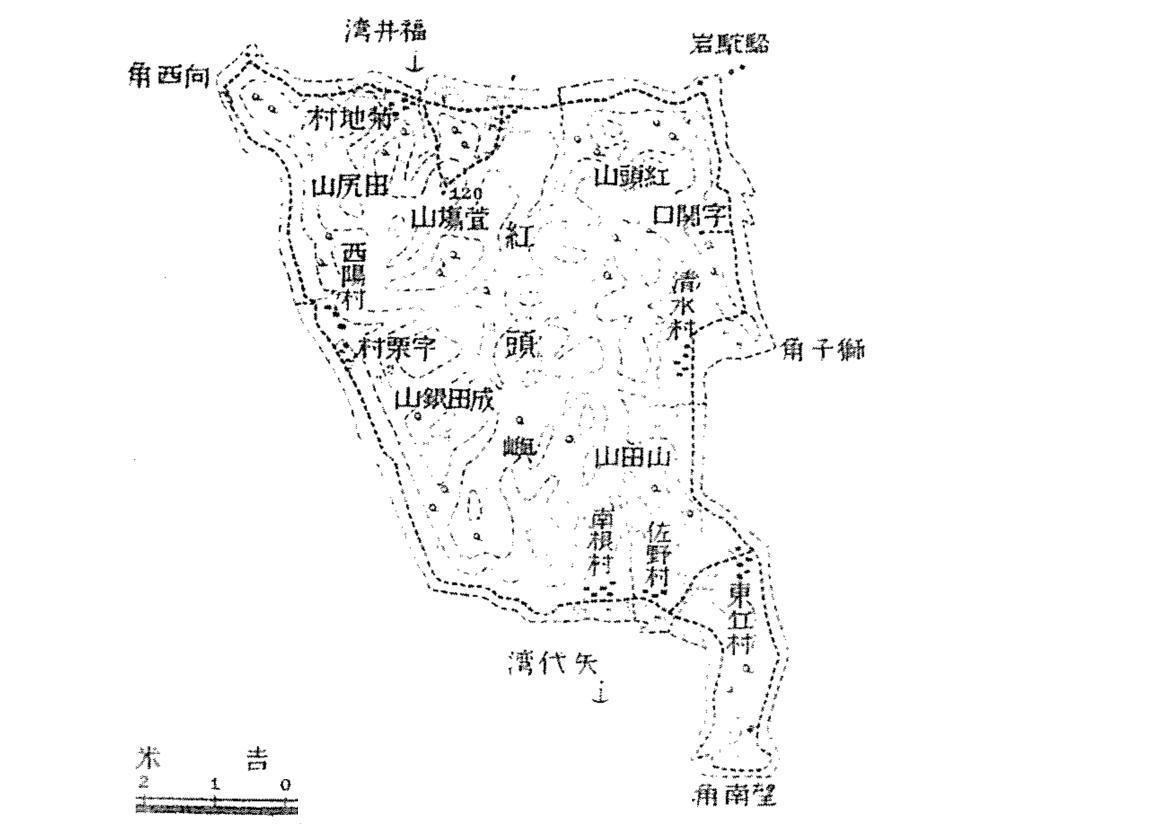
1897年の陸地測量部紅頭嶼地図。日本が改名した村などの名を記載。南部の半島は実際より小さく描かれている。

蘭嶼郷は台湾南東の太平洋に浮かぶ島嶼であり、最大の蘭嶼にのみ住民が居住している。その他に小蘭嶼（小紅頭嶼）などの無人島がある。

## 歴史
蘭嶼を表した最も古い記録は明末の1618年に張巒が著した『東西洋考』のなかに記載されたものであり、「紅頭嶼」の名称で登場している。1877年、恒春県に帰属することとなり、正式に清の統治を受けることになった。
1896年、下関条約により台湾が日本に割譲されると、紅頭嶼（蘭嶼）も台湾の附属島嶼として日本統治下に入った。1897年3月、菊池少佐率いる探検隊が台湾総督府として初めて上陸して調查を行い、さらに10月、人類学者の鳥居龍蔵が初めて本格的な文化人類学的調査を行った。1903年、シンガポールより上海へ航行していたアメリカ帆船ベンジャミン・スーウォル号（Benjamin Sewall）の遭難者を原住民が襲擊し貨物を掠奪するという事件が発生し、翌年、アメリカ政府の抗議により総督府は警察隊を派遣したが、住民は山上へ逃亡したため、討伐隊は家屋を燒き払い、事件とは無関係の原住民10名を拉致し、台東に拘禁した（後に脱走し、4名は卑南主山より墜落死）。この事件により行政機能強化の必要性を認識した総督府はイマウルツル社（現紅頭村）に駐在所を設置、警官3名を駐在させ、行政統治を本格的に開始した。
第二次世界大戦後、国民政府により紅頭嶼郷が設置されたが、1947年に胡蝶蘭が特産品であることから「蘭嶼郷」と改称し、現在に至っている。

## 行政区
| 村                             |
| ------------------------------ |
| 椰油村、朗島村、東清村、紅頭村 |

## 歴代郷長
| 代 | 氏名 | 任期 |
| -- | ---- | ---- |

## 教育

### 国民中学
- 台東県立蘭嶼国民中学

### 国民小学
- 台東県蘭嶼郷蘭嶼国民小学
- 台東県蘭嶼郷東清国民小学
- 台東県蘭嶼郷朗島国民小学
- 台東県蘭嶼郷椰油国民小学
- 台東県蘭嶼郷紅頭国民小学

## 交通
| 種別 | 路線名称 | 名称     |
| ---- | -------- | -------- |
| 港湾 | 旅客     | 開元漁港 |
| 空港 | 国内線   | 蘭嶼空港 |

## 観光

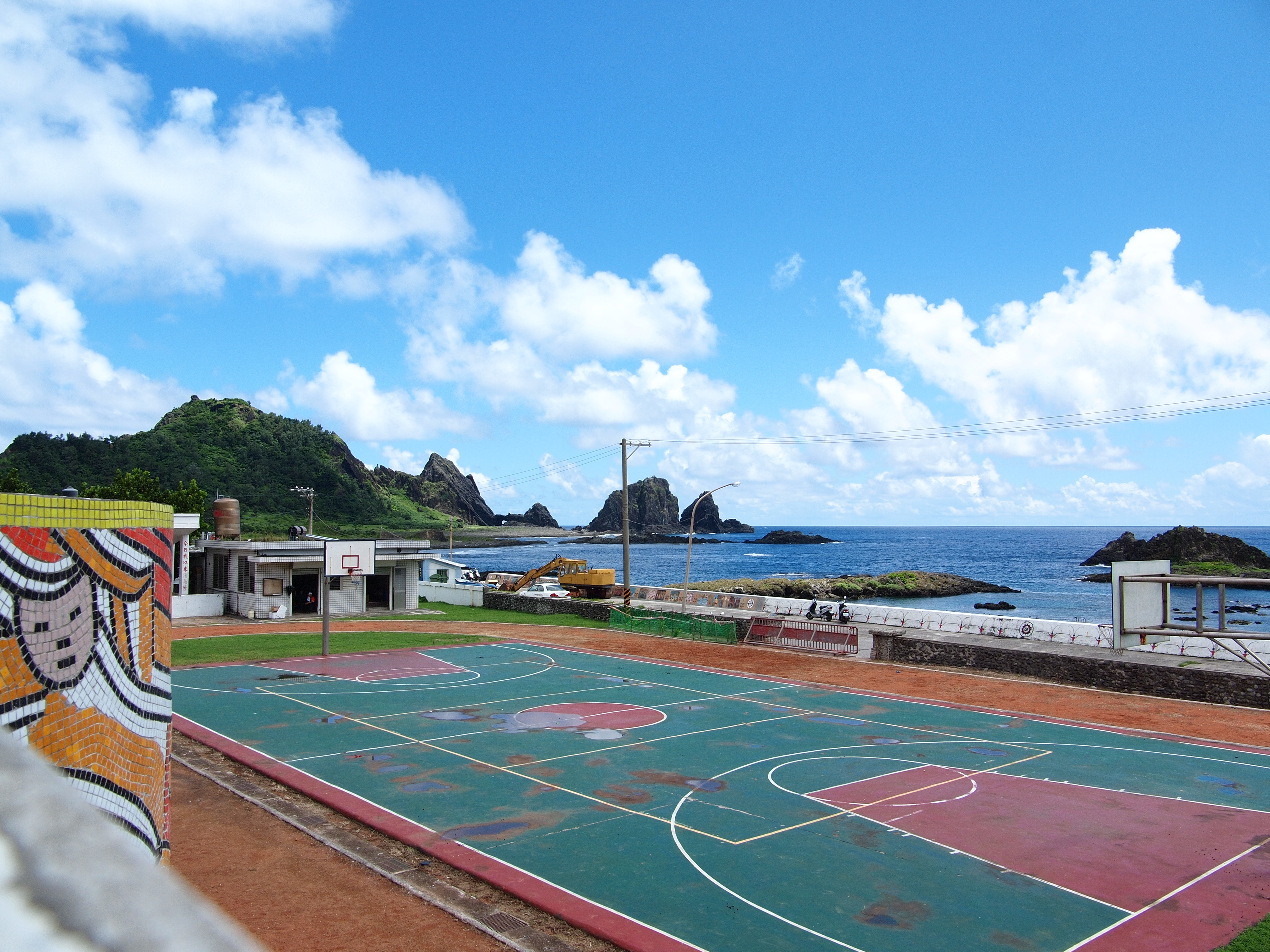
東清国民小学から望む東清港澳

- 小蘭嶼
- 大天池
- 小天池
- イワリヌ集落（野銀）
- イララライ集落（朗島）
- 八代湾
- 東清湾
- 紅頭岩
- 軍艦岩
- 鰐魚岩